# 宁安市
宁安市在中华人民共和国黑龙江省东南部，是牡丹江市下辖的一个县级市。宁安市东与穆棱市毗邻，西与海林市交界，南与吉林省汪清县接壤，北与牡丹江市相连。市人民政府驻宁安镇闻天街36号。

## 历史
唐代时渤海国在此建都上京龙泉府，在今宁安市渤海镇有城池遗址。辽属东京道，金属胡里改路，元属辽阳行省开元路，明属奴儿干都司阿速河卫。
清顺治十年五月（1653年6月），设置宁古塔昂邦章京；清康熙元年（1662年）改为镇守宁古塔等处地方将军，将军衙门驻宁古塔旧城（今海林市长汀镇古城村）；清朝康熙五年（1666年）“宁古塔”城从旧城移至这里的新城（今宁安镇）；清康熙十五年（1676年），宁古塔将军衙门移驻吉林乌拉城，留协领萨布素镇守宁古塔地方；清康熙十七年（1678），萨布素升任宁古塔副都统，宁古塔正式设副都统衙门。
清雍正四年十二月（1727年1月），于宁古塔设置泰宁县，专理汉人民事，清雍正七年（1729）裁撤泰宁县。
清光绪二十八年十二月十三日（1903年1月11日），清政府于宁古塔副都统辖区的三岔口（今东宁市三岔口镇）设置绥芬厅，清宣统元年四月十五日（1909年6月2日）升改为绥芬府，移驻宁古塔城；同年宁古塔副都统裁撤。清宣统二年四月（1910年5月），以府治宁古塔城取义，改为宁安府。1913年3月改为宁安县。1993年撤县建市。

2005年沙兰镇曾发生泥石流事件，共造成117人死亡。

## 人口
根据第七次人口普查数据，截至2020年11月1日零时，宁安市常住人口为322127人。

## 行政区划
宁安市下辖8个镇、2个乡、2个民族乡：
城区街道、宁安镇、东京城镇、渤海镇、石岩镇、沙兰镇、海浪镇、兰岗镇、镜泊镇、江南朝鲜族满族乡、卧龙朝鲜族乡、马河乡、三陵乡、东京城林业局和宁安农场。
根據牡丹江市城市規劃局的《城市未來發展規劃藍圖》，寧安市將在今後被規劃爲牡丹江市的一個行政區。

## 交通
- 201国道过境。

## 特产
宁安市渤海镇盛产水稻，其中种植在火山岩上的“响水大米”是唐代、清代皇家御用贡米，现为中国地理标志产品。

## 教育
宁安一中是该市重点中学（省级重点高中）。

## 名胜古迹
- 镜泊湖：为中国国家级风景名胜区、国家5A级旅游景区；
- 渤海国上京龙泉府遗址：为全国重点文物保护单位。

## 名人
中国著名革命家马骏就出生在这里。晚明清初郑芝龙降清后，被清派贬至此训练清河军，郑儿即首开发台湾的台南郑成功。